# جوزف چارنوتا
جوزف چارنوتا (انگلیسی: Joseph Czarnota; ۲۵ مارس ۱۹۲۵ – ۷ اکتبر ۱۹۶۸) بازیکن هاکی روی یخ اهل ایالات متحده آمریکا بود.